# Silversun Pickups
Silversun Pickups (w skrócie SSPU) jest amerykańskim zespołem grającym Rock alternatywny.
Zespół składa się z Briana Auberta (wokal/gitara), Nikki Monninger (wokal/gitara basowa), Christophera Guanlao (perkusja), oraz Joe Lestera (keyboard). Członkowie zespołu są przyjaciółmi, którzy od dawna ze sobą grali. Zespół grał w różnych ważnych klubach w Los Angeles i po wydaniu swojego EP Pikul zaczął przybierać na popularności.

## Członkowie zespołu
- Brian Aubert – gitara, śpiew
- Nikki Monninger – gitara basowa, śpiew
- Christopher Guanlao – perkusja
- Joe Lester – keyboard

## Dyskografia

### Albumy
- Carnavas (2007)
- Swoon (2009)
- Neck of the Woods (2012)
- 2015: Better Nature

### Minialbumy
- Pikul (2005)
- Remixes (2007)

### Single
- „Lazy Eye” (2006)
- „Future Foe Scenarios” (2007)
- „Well Thought Out Twinkles” (2007)
- „Little Lover's So Polite” (2007)
- „Panic Switch” (2009)
- „There's No Secrets This Year” (2009)